# ماجل (لودر)

تعديل مصدري - تعديل

ا ماجل هي إحدى قرى عزلة زارة بمديرية لودر التابعة لمحافظة أبين، بلغ تعداد سكانها 1519 نسمة حسب تعداد اليمن لعام 2004.